# Olixon bicolor
Olixon bicolor  (лат.) — вид бескрылых ос рода Olixon из семейства Rhopalosomatidae (Apocrita, Vespoidea). Южная Америка: Аргентина. Длина менее 1 см. Брахиптерные виды с укороченными крыловыми остатками. Голова и метасома (кроме 1-го сегмента) чёрные, мезосома и 1-й сегмент метасомы красновато-коричневый. Аролиум задних ног у самок заметно меньше аролиума передней и средней пары ног. 
.